# Вулиця Заворсклянська
Вулиця Заворсклянська (попередня назва Коломенська) — вулиця у Подільському районі Полтави, в селищі Лісок.

## Історія
Утворена на початку 20-го століття як місце мешкання залізничників.
Довжина 770 метрів. Починається від вулиці Деповської і закінчується на узбережжі річки Коломак (нумерація будинків від № 42 до 54 — лише парні номери). Перетинається з вулицею Пересічною.
На вулиці проживає близько 200 мешканців. Забудова — переважно приватні одно-двоповерхові приватні житлові будинки. Дорога заасфальтована.
10 березня 2023 року Полтавська міська рада перейменувала вулицю Коломенську на вулицю Заворсклянську.

## Транспорт
Дістатися до Коломенської вулиці можна будь-яким громадським транспортом, що прямує з центру міста в напрямку Дублянщини. Проїзд до зупинки «Переїзд». Однак, в такому разі доведеться самостійно перетнути залізницю через регульований залізничний переїзд.
З 2010 року за програмою Полтавської міськради «Місто без околиць» запущено автобусний маршрут N13 (з 2023 - N36)«Критий ринок — Лісок». Кінцева зупинка маршруту знаходиться на Коломенській. Автобус комунального підприємства «Полтаваелектроавтотранс» курсує щодня з шостої тридцять ранку до восьмої вчора.

## Відпочинок
Останні десятиріччя річка Коломак біля Коломенської стала улюбленим місцем відпочинку багатьох полтавців. Літній відпочинок на Коломаку — реальна альтернатива пляжам Ворскли: широкі плеса озер і бистрина річки, піщані пляжі і тінисті гайки дають широкий вибір місця відпочинку на будь-який смак. Однак, слід зазначити, що досі тут не обладнано жодного офіційного місця пляжного відпочинку.

## Галерея

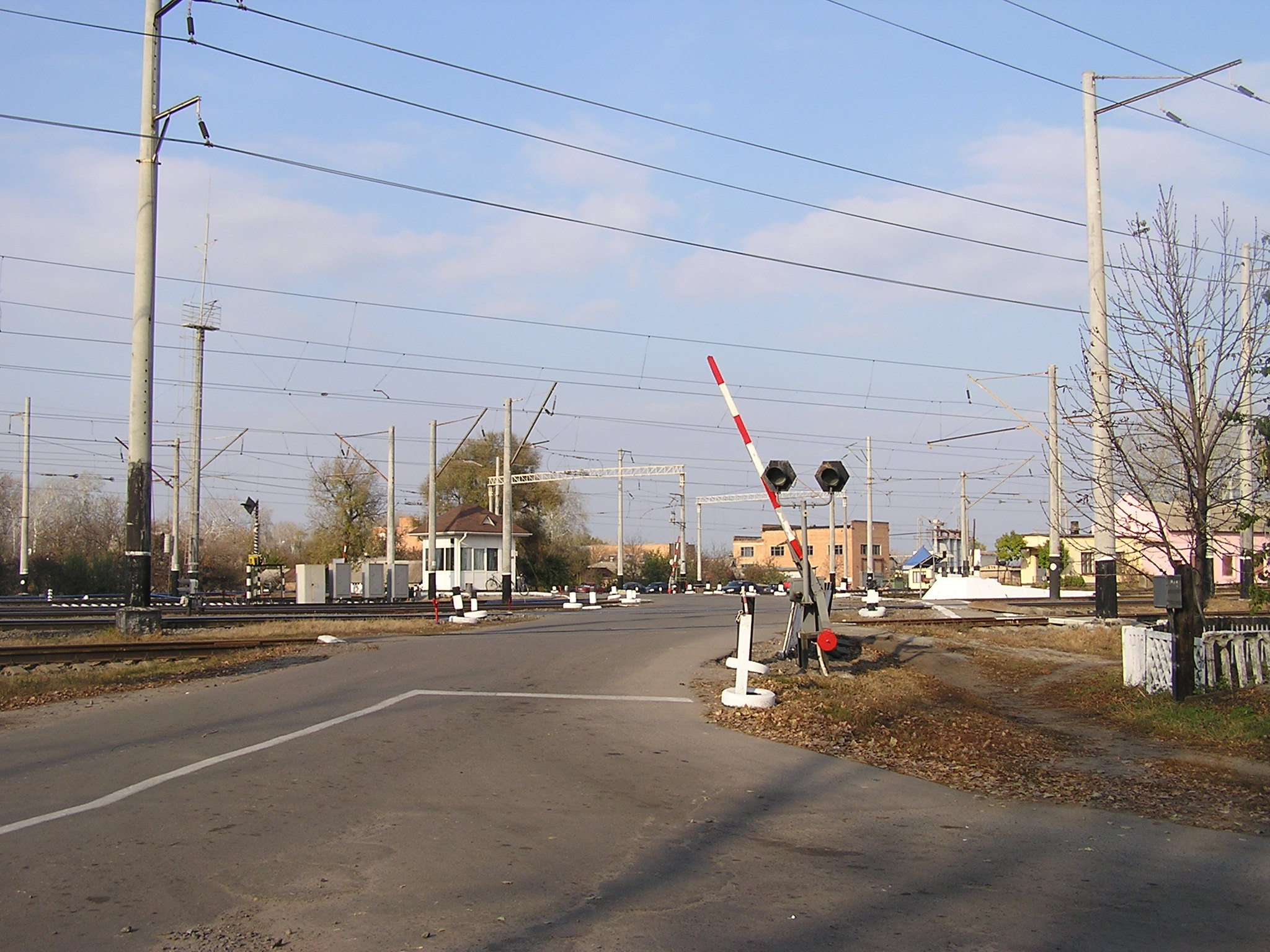
Залізничний переїзд
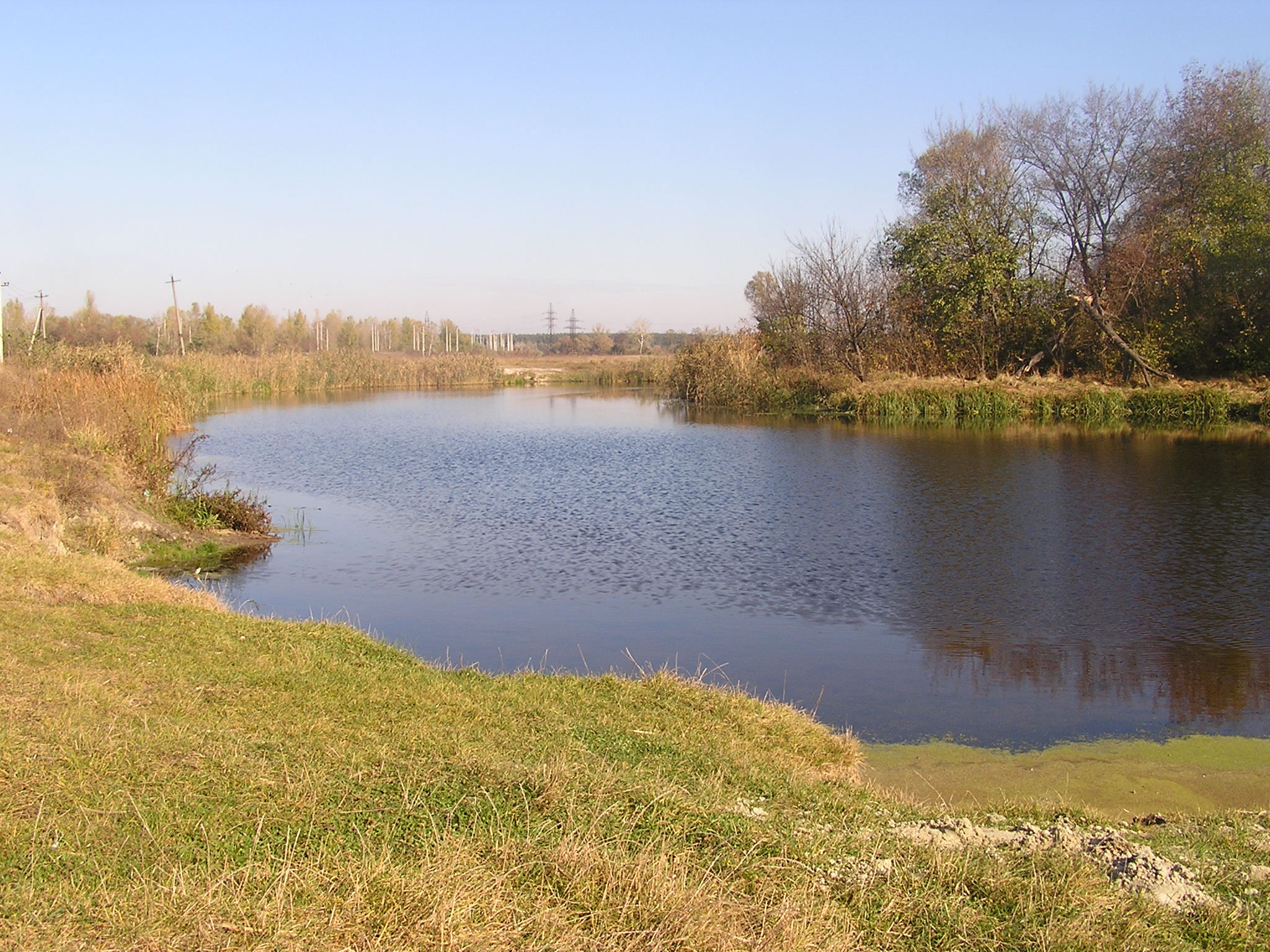
Коломак
Пам'ятник полеглим землякам